# Katowice Open 2016
Katowice Open 2016 — жіночий тенісний турнір, що проходив на кортах з твердим покриттям. Це був 4-й за ліком Katowice Open. Належав до серії International в рамках Туру WTA 2016. Відбувся на арені Spodek у Катовиці (Польща). Тривав з 4 до 10 квітня 2016 року.

## Очки і призові

### Розподіл очок
| Дисципліна              | П   | Ф   | ПФ  | ЧФ | 1/8 | 1/16 | Q   | Q3  | Q2  | Q1  |
| Жінки, одиночний розряд | 280 | 180 | 110 | 60 | 30  | 1    | 18  | 14  | 10  | 1   |
| Жінки, парний розряд    | 280 | 180 | 110 | 60 | 1   | Н/Д  | Н/Д | Н/Д | Н/Д | Н/Д |

### Розподіл призових грошей
| Дисципліна              | П       | F       | ПФ      | ЧФ     | 1/8    | 1/16   | Q3     | Q2   | Q1   |
| Жінки, одиночний розряд | $43,000 | $21,400 | $11,300 | $5,900 | $3,310 | $1,925 | $1,005 | $730 | $530 |
| Жінки, парний розряд    | $12,300 | $6,400  | $3,435  | $1,820 | $960   | Н/Д    | Н/Д    | Н/Д  | Н/Д  |

## Учасниці основної сітки в одиночному розряді

### Сіяні
| Країна     | Гравчиня               | Рейтинг1 | Сіяна |
| ---------- | ---------------------- | -------- | ----- |
| Польща     | Агнешка Радванська     | 2        | 1     |
| Словаччина | Анна Кароліна Шмідлова | 30       | 2     |
| Латвія     | Олена Остапенко        | 39       | 3     |
| Франція    | Алізе Корне            | 42       | 4     |
| Італія     | Каміла Джорджі         | 43       | 5     |
| Україна    | Леся Цуренко           | 45       | 6     |
| Угорщина   | Тімеа Бабош            | 49       | 7     |
| Словаччина | Домініка Цібулкова     | 54       | 8     |
| Бельгія    | Кірстен Фліпкенс       | 65       | 9     |

- 1 Рейтинг подано станом на 21 березня 2016.

### Інші учасниці
Нижче наведено учасниць, які отримали вайлд-кард на участь в основній сітці:
- Паула Канія
- Віра Лапко
- Шошина Анастасія Миколаївна

Нижче наведено гравчинь, які пробились в основну сітку через стадію кваліфікації:
- Катерина Александрова
- Вікторія Голубич
- Даніела Гантухова
- Ізабелла Шинікова

Такі тенісистки потрапили в основну сітку як Щасливі лузери:
- Джесіка Малечкова
- Валерія Страхова

### Знялись з турніру
До початку турніру
- Деніса Аллертова → її замінила  Донна Векич
- Анна-Лена Фрідзам → її замінила  Стефані Фегеле
- Полона Герцог → її замінила  Клара Коукалова
- Анетт Контавейт → її замінила  Полін Пармантьє
- Моніка Нікулеску → її замінила  Роміна Опранді
- Агнешка Радванська (травма плеча) → її замінила  Валерія Страхова
- Магдалена Рибарикова (травма лівого зап'ястка) → її замінила  Джесіка Малечкова
- Барбора Стрицова → її замінила  Крістина Плішкова
- Алісон ван Ейтванк (операція на гомілковостопному суглобі) → її замінила  Олександра Соснович

## Учасниці в парному розряді

### Сіяні
| Країна          | Гравчиня           | Країна          | Гравчиня                   | Рейтинг1 | Сіяна |
| --------------- | ------------------ | --------------- | -------------------------- | -------- | ----- |
| Аргентина       | Марія Ірігоєн      | Польща          | Паула Канія                | 116      | 1     |
| Грузія          | Оксана Калашникова | Нідерланди      | Демі Схюрс                 | 134      | 2     |
| Росія           | Віра Душевіна      | Іспанія         | Марія Хосе Мартінес Санчес | 135      | 3     |
| Велика Британія | Джоселін Рей       | Велика Британія | Анна Сміт                  | 146      | 4     |

- 1 Рейтинг подано станом на 21 березня 2016.

### Інші учасниці
Пари, що отримали вайлд-кард на участь в основній сітці:
- Віра Лапко /  Олександра Соснович
- Катажина Пітер /  Крістина Плішкова

### Знялись з турніру
Під час турніру
- Карін Кнапп (травма правого гомілковостопного суглоба)

## Переможниці

### Одиночний розряд
- Домініка Цібулкова —  Каміла Джорджі, 6–4, 6–0[1]

### Парний розряд
- Ері Нодзумі /  Мію Като  —  Валентина Івахненко /  Марина Мельникова, 3–6, 7–5, [10–8]